# ネクサスエナジー
ネクサスエナジー株式会社（英: NEXUS ENERGY Co.,Ltd）は、大阪府豊中市に本社を置くガソリンスタンドを運営する企業。三菱商事エネルギーとENEOSが出資している。

## 概要
2010年（平成22年）7月1日、ENEOS系列のネクステージ中国が、ネクステージ中部、ネクステージ関西、ネクステージ九州を吸収合併。株式会社ネクステージに商号変更した。本社は旧ネクステージ関西同様、大阪府に置いている。これにより、西日本をカバーする企業となっていた。四国地方はネクステージ関西が管轄しており、北陸地方はネクステージ中部から独立した北陸エム・シー・オイルの管轄であったが、当社が統合発足した際に、併せて同社から譲受され、中部支社配下の北陸営業所管轄となっている。
2013年7月に宮城県に本拠を置く、三菱商事石油の完全子会社ミヤセキの事業を譲受し、東北地方に進出した。
2021年4月1日、ネクサスエナジー株式会社に商号変更した。

## 沿革

### ネクステージ中部
- 1987年（昭和62年）2月 - 菱東石油販売の名古屋支店が分離独立し、中部エム・シー・オイル株式会社を設立。
- 1996年（平成8年）3月6日 - 中部エム・シー・オイル北陸支店が分離独立し、北陸エム・シー・オイル株式会社が発足。
- 1999年（平成11年）3月 - 中部菱油株式会社と合併し、株式会社ネクステージ中部に商号変更。
- 2010年（平成22年）7月1日 - ネクステージ中国を存続会社とし吸収合併された。北陸エム・シー・オイルは事業譲渡され同社は解散した。石油販売事業は中部支店北陸営業所の管轄となった。

### ネクステージ関西
- 1987年（昭和62年）2月 - 菱東石油販売の各支店が分離独立し、関西エム・シー・オイル株式会社を設立。
- 1999年（平成11年）3月 - 関西菱油株式会社と合併し、株式会社ネクステージ関西に商号変更。
- 2010年（平成22年）7月1日 - ネクステージ中国を存続会社とし吸収合併された。

### ネクステージ九州
- 1950年（昭和25年）8月9日 - 太平石油株式会社（ENEOSフロンティア子会社とは無関係）創立。
- 1989年（平成元年） - 三菱商事石油の完全子会社となる。
- 1998年（平成10年）9月1日 - 株式会社九菱と合併し、三菱商事石油が65%、三菱石油が35%出資する合弁会社となる。
- 1999年（平成11年）4月1日 - 株式会社ネクステージ九州に商号変更。
- 2001年（平成13年）6月28日 - 日石三菱（現在のENEOS）が増資し、出資比率が三菱商事石油50%・ENEOS50%となる。
- 2010年（平成22年）7月1日 - ネクステージ中国を存続会社とし吸収合併された。

### ネクサスエナジー
- 1961年（昭和36年）9月 - 新菱石油株式会社を設立。
- 1999年（平成11年）3月1日 - 新菱石油株式会社が、中国菱商石油株式会社及び広島エム・シーオイル株式会社を吸収合併し、社名を株式会社ネクステージ中国とする。
- 2010年（平成22年）7月1日 - ネクステージ中部、ネクステージ関西、ネクステージ九州を吸収合併及び、北陸エム・シー・オイルが事業譲渡され同社は解散した。石油販売事業は中部支店北陸営業所の管轄となった。同日社号を株式会社ネクステージに変更。
- 2013年（平成25年）7月1日 - 宮城県に本拠を置く三菱商事石油の子会社ミヤセキを事業譲受し、東北支社を開設。
- 2021年4月1日 - ネクサスエナジー株式会社に商号変更。